# Svenska mästerskapen i dressyr 1994
Svenska mästerskapen i dressyr 1994 avgjordes i Falsterbo. Tävlingen var den 44:e upplagan av Svenska mästerskapen i dressyr.

## Resultat
| Placering | Ryttare           | Häst            |
| --------- | ----------------- | --------------- |
| 1         | Ulla Håkansson    | Flyinge Tolstoy |
| 2         | Annette Solmell   | Flyinge Strauss |
| 3         | Per Johansson     | Chapman         |
| 4         | Tinne Vilhelmsson | Caprice         |
| 5         | Jan Brink         | Kleber Martini  |
| 6         | Annica Westerberg | Taktik          |